# Entephria olivaria
Entephria olivaria är en fjärilsart som beskrevs av Treitschke 1823. Entephria olivaria ingår i släktet Entephria och familjen mätare. Inga underarter finns listade i Catalogue of Life.